# Pino Rucher
Pino Rucher (Manfredonia, 1º gennaio 1924 – San Giovanni Rotondo, 16 agosto 1996) è stato un chitarrista e arrangiatore italiano.

## Biografia

### Gli inizi
Fin da giovanissimo mostrò inclinazione per la musica. Rivelò le sue doti quando, al ritorno del padre dall'America, nel 1933, ricevette in dono da lui una chitarra da cui imparò subito a trarre delle note.

Orchestra diretta dal M° Carlo Vitale nel 1947. Pino Rucher alla chitarra.

Dopo lo studio nelle scuole locali di musica, ancora ragazzo si esibì in pubblico in città come Napoli e Bari, nelle quali ebbe anche modo di procurarsi dischi, spartiti e altro materiale musicale.

La presenza delle truppe americane in Italia tra il 1943 e il 1946 segnò una tappa fondamentale per la formazione musicale di Pino Rucher, il quale si inserì nelle orchestre dell'esercito alleato, in cui vi erano notevoli musicisti, tramite i quali si impregnò dello spirito musicale del jazz statunitense.
Nel 1946 entrò nell'orchestra di Carlo Vitale, vincendo il concorso indetto da Radio Bari per una sola chitarra.
Dopo lo scioglimento di tale orchestra passò a Radio Milano con Carlo Zeme. In breve, ebbe modo di lavorare con due precursori dello swing italiano, mutuato dallo stile americano, Pippo Barzizza e Cinico Angelini. Sarà proprio quest'ultimo a volerlo nella sua nuova formazione, con cui Rucher lavorerà alacremente per circa dieci anni partecipando a un gran numero di eventi (il Festival di Napoli, il Festival internazionale della canzone di Venezia nel 1955 e diversi Festival di Sanremo) e distinguendosi per le sue esibizioni solistiche. Il Festival di Sanremo del 1957 fu vinto da Claudio Villa con Corde della mia chitarra, in cui ha una parte preminente l'assolo alla chitarra elettrica eseguito da Rucher.

### Collaborazioni
In tutti gli anni in cui prese parte a numerosi eventi musicali e trasmissioni radiofoniche e televisive (Festival di Sanremo, Festival delle rose, Festival di Napoli, Festival internazionale della canzone di Venezia, Un disco per l'estate, Canzonissima, Gran varietà, Studio Uno, etc.) con varie orchestre, Pino Rucher continuò a coltivare la sua passione per la musica americana, come è dimostrato dalle centinaia di trascrizioni, con propri arrangiamenti, effettuate ascoltando i dischi di noti chitarristi, come Barney Kessel, Wes Montgomery, Tal Farlow, Joe Pass. La notevole influenza della musica d'oltre oceano si rileva persino dall'esecuzione di motivi della canzone italiana tra i quali E se domani e Una zebra a pois di Mina, o Amore twist di Rita Pavone, brani speziati con un pizzico di jazz.
Un'altra collaborazione importante fu quella con il maestro Elvio Monti, che chiamò Rucher in molte delle sue registrazioni (è del pugliese, ad esempio, la chitarra nel brano L'estasi che Monti scrisse con il testo di Armando Stula per Andrea Giordana e Marisa Solinas).

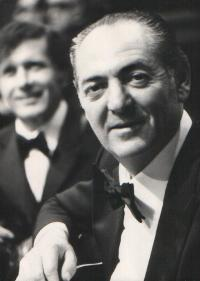
Pino Rucher per la trasmissione Un disco per l'estate nel 1975 a Saint Vincent

Dalla seconda metà degli anni Settanta Pino Rucher fu impegnato nell'attività concertistica, protrattasi fino al dicembre 1983, anno in cui, a seguito di problemi di salute, terminò di lavorare alle dipendenze della Rai, per la quale figurava nell'orchestra Ritmi moderni di Roma, formazione che prese il nome di Big Band della Rai.

In quegli anni gli fu possibile dedicarsi maggiormente al jazz, suonando dal vivo e incidendo con diversi maestri.
Il nome di Pino Rucher figura nell'opera The jazz discography di Tom Lord, imponente lavoro letterario, riprodotto anche in versione CD-ROM e fruibile on line.

### Altre attività
Altro aspetto rilevante dell'attività di Pino Rucher è quello legato all'esecuzione di colonne sonore da film: almeno duecento partecipazioni meritano di essere ricordate, importanti produzioni che lo hanno visto collaborare dalla fine degli anni Cinquanta fino a metà degli anni Settanta con vari maestri, tra cui Luis Bacalov, Gianni Ferrio, Benedetto Ghiglia, Ennio Morricone, Riz Ortolani.

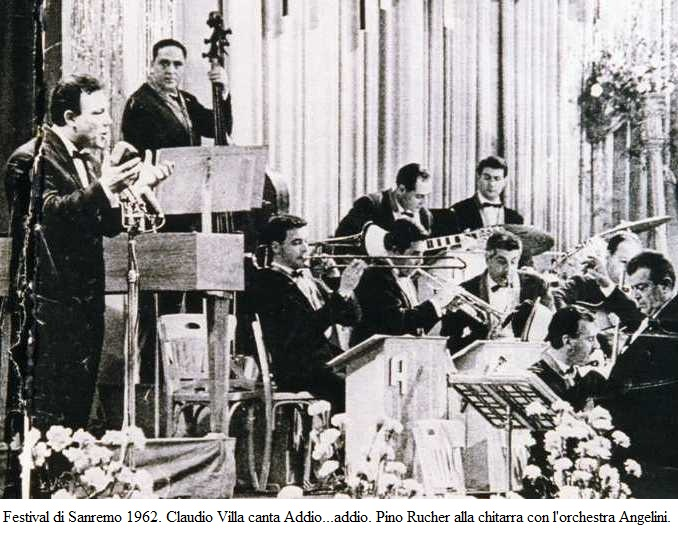
Festival di Sanremo 1962 - Claudio Villa canta Addio...addio.
In basso a destra: il direttore d'orchestra Cinico Angelini.
In alto al centro: Pino Rucher alla chitarra e Pierino Munari alla batteria.

Da segnalare anche la comparsa di Pino Rucher in diverse inquadrature del film Sanremo - La grande sfida, nel quale film sono inclusi alcuni spezzoni del Festival di Sanremo 1960. Rilevanti sono, inoltre, le sue partecipazioni ai Festival di Sanremo del 1957 e 1962.
Nel corso degli anni Pino Rucher si distinse in svariate esperienze artistiche, riuscendo a passare con grande disinvoltura da un genere musicale all'altro, come è dimostrato dalle esecuzioni di commedie musicali, ad esempio Alleluja brava gente, o dai suoi abili spunti chitarristici presenti in tante note canzoni italiane, quali Casetta in Canadà di Carla Boni, Flamenco rock di Milva, Se non ci fossi tu di Mina, Andavo a cento all'ora di Gianni Morandi, Che m'importa del mondo di Rita Pavone, L'edera di Nilla Pizzi, Adesso no di Neil Sedaka, Corde della mia chitarra di Claudio Villa, etc.
Nell'arco della sua carriera, durata circa quarant'anni, Pino Rucher suonò la chitarra elettrica, chitarra folk, chitarra acustica, chitarra classica, chitarra basso, chitarra a 12 corde, banjo, mandolino, contrabbasso, prendendo parte a migliaia di lavori musicali.

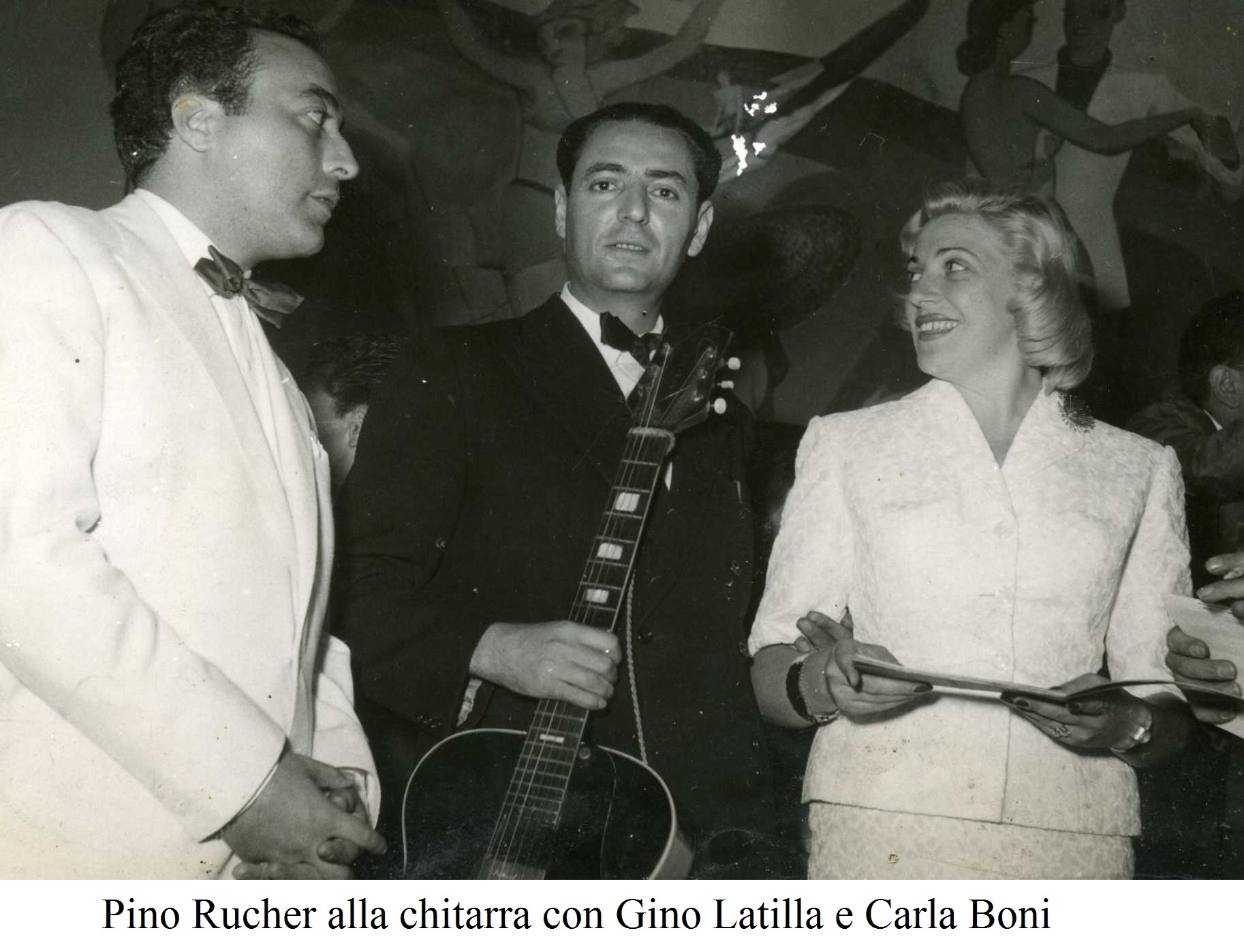
Gino Latilla, Pino Rucher, Carla Boni

## Canzoni incise

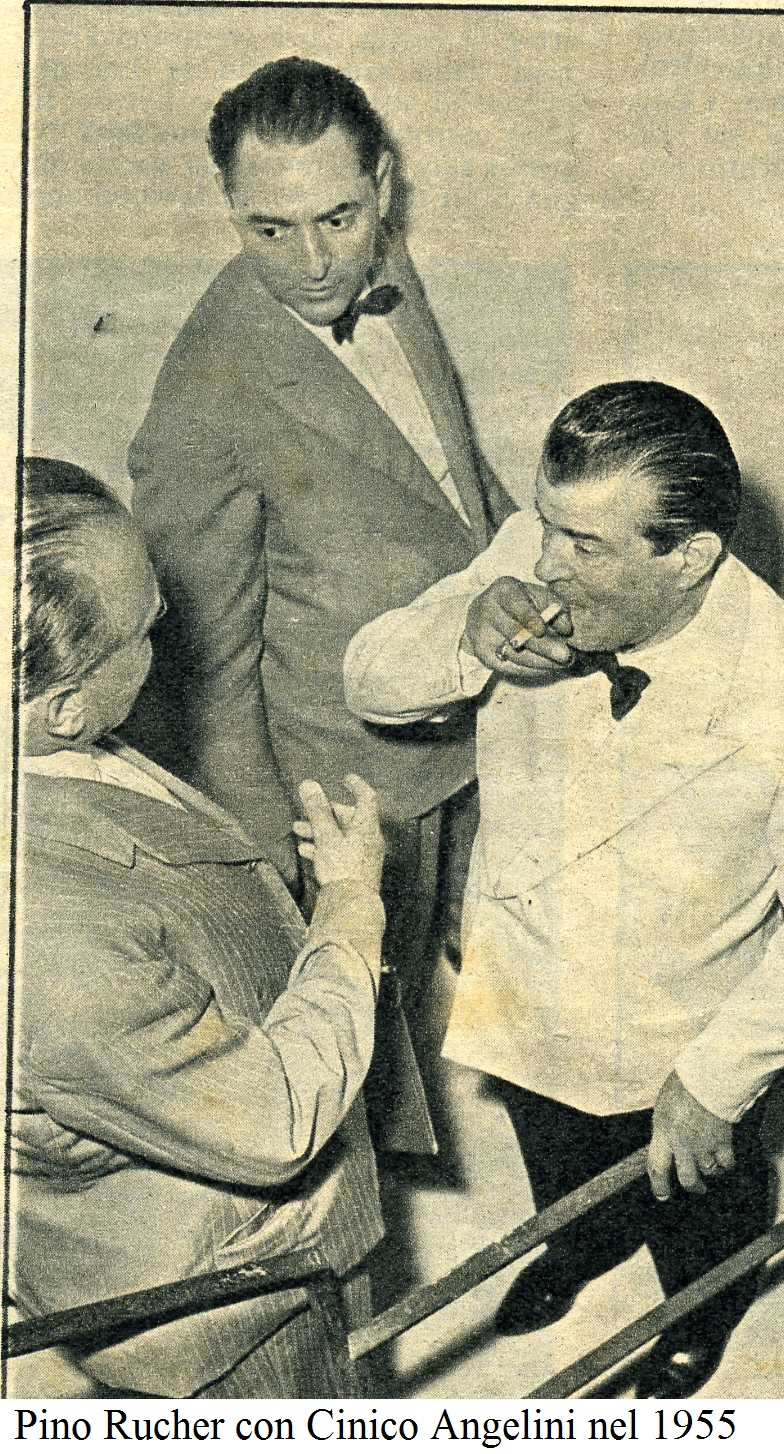
Pino Rucher con Cinico Angelini nel 1955

- 1953 - No pierrot di Achille Togliani
- 1953 - Viale d'autunno di Carla Boni
- 1953 - Buonasera di Carla Boni
- 1953 - Duska di Nilla Pizzi
- 1956 - Musetto di Domenico Modugno
- 1956 - Io, mammeta e tu di Domenico Modugno
- 1956 - Guaglione di Claudio Villa
- 1957 - Corde della mia chitarra di Claudio Villa
- 1957 - Cancello tra le rose di Claudio Villa
- 1957 - Il pericolo numero uno di Claudio Villa e Gino Latilla
- 1957 - Un filo di speranza di Claudio Villa
- 1957 - La più bella canzone del mondo di Claudio Villa
- 1957 - Scusami di Gino Latilla
- 1957 - Casetta in Canadà di Carla Boni con Duo Fasano e Gino Latilla
- 1957 - Le trote blu di Carla Boni e Duo Fasano
- 1957 - Un sogno di cristallo di Carla Boni
- 1957 - Un certo sorriso di Gianni Ravera
- 1957 - Serenatella sciuè sciuè di Gino Latilla e Carla Boni
- 1958 - L'edera di Nilla Pizzi
- 1959 - Un pizzico di musica di Gino Latilla e Carla Boni
- 1959 - Le rififì di Milva
- 1959 - Vivrò di Milva
- 1959 - Nel blu dipinto di blu di Milva
- 1959 - Due croci di Milva
- 1960 - Senza il tuo amore di Milva
- 1960 - Crudele tango di Milva e Walter Romano
- 1960 - Flamenco rock di Milva
- 1960 - Da sola a sola di Milva
- 1960 - Una zebra a pois di Mina
- 1960 - Mi vuoi lasciar di Mina
- 1960 - Non voglio cioccolata di Mina
- 1960 - Tessi tessi di Mina
- 1961 - Mafia di Domenico Modugno
- 1961 - Legata ad un granello di sabbia di Nico Fidenco
- 1961 - Come nasce un amore di Nico Fidenco
- 1962 - Aspettandoti di Tonina Torrielli
- 1962 - La partita di pallone di Rita Pavone
- 1962 - Amore twist di Rita Pavone
- 1962 - Andavo a cento all'ora di Gianni Morandi
- 1962 - Loredana di Gianni Morandi
- 1962 - Go-kart twist di Gianni Morandi
- 1963 - Adesso no di Neil Sedaka
- 1963 - Goccia di mare di Nico Fidenco
- 1964 - Questi vent'anni miei di Catherine Spaak
- 1964 - Penso a te di Catherine Spaak
- 1964 - Che m'importa del mondo di Rita Pavone
- 1964 - Viva la pappa col pomodoro di Rita Pavone
- 1964 - Datemi un martello di Rita Pavone
- 1964 - E se domani di Mina
- 1965 - Rimpiangerai, rimpiangerai di Gino Paoli
- 1965 - Piangerò di Nicola Di Bari
- 1965 - Gioia mia di Tony Cucchiara
- 1966 - Se non ci fossi tu di Mina
- 1966 - Non ho dormito mai di Paolo Bracci
- 1967 - Che vuole questa musica stasera di Peppino Gagliardi
- 1970 - Pensando a cosa sei di Peppino Gagliardi
- 1971 - Love story di Peppino Gagliardi
- 1971 - Maga maghella di Raffaella Carrà
- 1978 - Il trenino di Christian De Sica (sigla della trasmissione televisiva omonima)